# Metyda
Metyda (także Metis, Rozsądek, Roztropność; stgr. Μῆτις Mētis, łac. Metis ‘Roztropność’, ‘Rozwaga’, ‘Rozum’, ‘Przebiegłość’) – w mitologii greckiej jedna z okeanid; bogini i uosobienie roztropności (w pozytywnym znaczeniu) i przewrotności (w negatywnym znaczeniu).
Uchodziła za jedną z najstarszych córek tytana Okeanosa i tytanidy Tetydy. Była pierwszą żoną (lub pierwszą kochanką) boga Zeusa.
Za jej namową Zeus podał swemu ojcu środek wymiotny, po którego zażyciu Kronos wyrzucił z siebie połknięte potomstwo i abadir.
Uranos i Gaja (lub sama Metyda) przepowiedzieli Zeusowi, że po urodzeniu córki Metyda wyda na świat chłopca, który pozbawi go władzy. Zeus połknął ciężarną Metydę, po czym straszliwie rozbolała go głowa. Hefajstos otworzył Zeusowi głowę, a z niej wyszła na świat bogini Atena.